# 13859 Fredtreasure
13859 Fredtreasure è un asteroide della fascia principale. Scoperto nel 1999, presenta un'orbita caratterizzata da un semiasse maggiore pari a 2,7954214 UA e da un'eccentricità di 0,2096445, inclinata di 13,19882° rispetto all'eclittica.